# Aleksandr Juchnovskij
Aleksandr Ivanovič Juchnovskij, noto anche con lo pseudonimo di Aleks Ljutyj (in russo Александр Иванович Юхновский?; in ucraino Олександр Іванович Юхновський?, Oleksandr Ivanovyč Juchnovs'kyj; Zelenaja, 19 giugno 1925 – Mosca, 23 giugno 1977), è stato un militare giornalista, scrittore e traduttore ucraino, diventato famoso per essere stato complice in più di 2 000 omicidi di cittadini sovietici. Dall'inizio della guerra, durante l'occupazione tedesca dell'Ucraina, ha servito con suo padre nella polizia segreta da campo (Geheime Feldpolizei) GFP-721. Nel 1944, durante la ritirata delle truppe tedesche si arruolò nell'Armata Rossa e partecipò all'assalto di Berlino.

## Biografia
Aleksandr Ivanovič Juchnovskij nacque il 19 giugno 1925 nel villaggio di Zelenaja, in Ucraina. Oltre all'ucraino, Juchnovskij parlava anche russo, polacco e tedesco. La famiglia Juchnovskij riuscì a evitare le repressioni del 1937-1938 e si trasferì nella città di Romny.

### Gli anni dell'occupazione tedesca
Dopo lo scoppio della guerra e l'arrivo dei tedeschi in Ucraina, Ivan Juchnovskij ha dato vita ad un corpo di polizia locale con persone di fiducia, tra le quali ha inserito anche il figlio di 16 anni Aleksandr. Dal settembre 1941 al marzo 1942, Juchnovskij il Giovane prestò servizio come impiegato e traduttore presso il quartier generale tedesco, diventando occasionalmente un collegamento durante le esecuzioni di persone condannate a morte. Partecipò alle esecuzioni, uccise uomini, donne e bambini con particolare crudeltà.
Nel marzo 1942 a Romney arrivò la sede della polizia segreta da campo. Su consiglio di suo padre, Juchnovskij si era già arruolato nel distaccamento come interprete ad aprile e partecipava anche agli interrogatori di persone sospettate di collaborare con i "rossi". Nell'agosto 1944, durante la ritirata della Wehrmacht, il diciannovenne Aleksandr Juchnovskij, nella zona ad ovest di Odessa, riuscì a disertare dalla sua unità, mentre secondo altre fonti rimase accidentalmente indietro rispetto alla sua unità. Aleksandr è riuscito a ottenere abiti civili e distruggere i documenti che testimoniano il suo servizio con i tedeschi.

### La liberazione dell'Ucraina
Già nel settembre 1944, Aleksandr Juchnovskij entrò volontariamente nell'Armata Rossa con il nome della sua matrigna, Mironenko. Alla stazione di reclutamento, Juchnovskij ha raccontato una storia di fantasia secondo cui suo padre Yuri è stato ucciso al fronte e sua madre è morta durante il bombardamento, e poi tutti i suoi documenti di identità presumibilmente sono stati bruciati. Dipendenti molto esigenti dell'ufficio di registrazione e dell'arruolamento militare, in parte a causa della giovane età del narratore, non hanno capito seriamente e hanno creduto alla versione di Aleksandr: hanno anche cambiato i documenti secondo i quali Aleksandr Ivanovič Juchnovskij è diventato Aleksandr Jur'evič Mironenko. In più Juchnovskij-Mironenko spostò la data della sua nascita al 18 giugno 1925. Inizialmente, Juchnovskij prestò servizio come mitragliere e poi come impiegato presso il quartier generale della 191ª divisione di fanteria, 2° Fronte Bielorusso.
Solo pochi mesi dopo il suo arrivo nella divisione, Juchnovskij fu identificato dal soldato dell'Armata Rossa Shumeiko, che si trovava nel territorio occupato e lo conosceva di vista. Juchnovskij suggerì che quest'ultimo andasse dal comandante e risolvesse le cose, ma sulla strada per il quartier generale, Juchnovskij attaccò Shumeiko e lo pugnalò con un coltello.
Ha continuato a servire come mitragliere e traduttore dal tedesco. Ha partecipato alla liberazione di Varsavia e Koenigsberg. Fu ferito durante l'assalto a Berlino e ricevette la medaglia "Per il coraggio". Inoltre, ha anche ricevuto medaglie "Per la liberazione di Varsavia", "Per la cattura di Königsberg", "Per la cattura di Berlino". Presumibilmente insignito dell'Ordine della Gloria III grado (secondo altre fonti - si è appropriato del premio in modo sconosciuto).
Durante il suo servizio scrisse poesie antifasciste e fu pubblicato su giornali di prima linea con articoli che denunciavano gli invasori fascisti tedeschi. I comandanti Juchnovskij-Mironenko erano in regola, fu spesso preso come esempio, inoltre, fu facilmente accettato nel Komsomol nel 1946.

### Il dopoguerra
Dopo la guerra, si stabilì per diversi anni nella zona di occupazione sovietica della Germania. Dal 1948 al 1951, fluente in quattro lingue, Juchnovskij-Mironenko ha lavorato nel dipartimento internazionale del comitato editoriale del giornale "Soviet Army", dove sono state pubblicate le sue poesie, traduzioni e articoli. Parallelamente, è stato pubblicato sui giornali della RSS ucraina (ad esempio la Prykarpatskaya Pravda). Nell'ottobre 1951 si ritirò dalle forze armate e si sposò. Nel 1952 nacque una figlia nella famiglia Juchnovskij-Mironenko. La famiglia si trasferì a Mosca, dove dal 1952 al 1961 Juchnovskij ha lavorato nel giornale "Na Stroyke", ha anche collaborato con i giornali "Red Warrior", "Soviet Aviation", "Timber Industry" e "Water Transport". Ovunque è stato contrassegnato con ringraziamenti, certificati, incentivi, promosso con successo, è diventato membro dell'Unione dei giornalisti dell'URSS.
Nel 1959, Juchnovskij-Mironenko fu invitato per la prima volta a unirsi al PCUS. Secondo diverse fonti, si rifiutò di aderire al partito, temendo la rivelazione del fatto che in gioventù aveva prestato servizio tra le unità tedesche. Secondo altre fonti, si iscrisse comunque al Partito Comunista.
Nel 1961 fu assunto dalla casa editrice del Ministero dell'aviazione civile dell'URSS, dove nel 1965 fu nominato caporedattore del quotidiano "Red Warrior". Nel 1962 Juchnovskij tradusse diversi libri di Jaroslav Hašek dal ceco.

## Indagine e processo
Esistono diverse versioni dell'esposizione di Juchnovskij. Secondo uno di loro, descritto da Leonid Kanevskij nel programma televisivo "L'indagine è stata condotta", l'esposizione è stata preceduta da un incontro accidentale tra Ibragim Catjamovič Aganin (un ufficiale dell'intelligence che ha lavorato sotto copertura durante la guerra) con Mironenko-Juchnovskij nella metropolitana di Mosca.
Per confermare le loro ipotesi, i dipendenti del KGB dell'URSS hanno invitato Juchnovskij a unirsi al PCUS. A questo punto Mironenko-Juchnovskij è stato smascherato durante l'interrogatorio del KGB, si è scoperto che nascondeva il fatto di essere nel territorio occupato e portava un premio con documenti falsi (Ordine di Gloria, 3º grado). In seguito sono stati trovati ulteriori testimoni dei suoi servizi ed identificato ex collaboratore.
Juchnovskij è stato arrestato il 2 giugno 1975 e posto nel carcere di Lefortovo. Inizialmente, Aleksandr ha negato tutto, ma in seguito ha raccontato del suo servizio come traduttore. L'indagine è durata più di un anno.
La corte tenutasi nel 1976 ha riconosciuto Aleksandr Juchnovskij come complice in più di 2.000 omicidi di cittadini sovietici e lo ha condannato alla pena capitale. Juchnovskij scrisse richieste di clemenza a tutti i possibili casi, dove si riferiva alla natura forzata del servizio con i tedeschi, alla sua giovane età e alle "pressioni del padre traditore". Tuttavia, le petizioni furono respinte e il 23 giugno 1977 la condanna fu eseguita.

## Nella cultura di massa
- 2007 - serie di documentari Ochotniki za nacistami (parte 2) sul canale TV Centr (prodotto da Press Expert LLC per ordine di TV Center JSC, autore - Fëdor Stukov, 2007).[8]
- 2008  - Programma televisivo Po prozvišču Ljutyj dalla serie di documentari dell'autore "L'indagine è stata condotta ... " con Leonid Kanevskij sul canale NTV.[9]
- 2015  - film documentario Bez sroka davnosti. Aleks Ljutyj.[10]
- 2019  - Serie televisiva poliziesca russa Aleks Ljutyj, diretta da Leonid Belozorovič.[11][12]
- 2019  - Serie TV Šifr, il carattere del criminale ricorda vagamente la biografia di Juchnovskij (episodi 5-8).